# Botsuana en los Juegos Olímpicos de Río de Janeiro 2016
Botsuana participará en los Juegos Olímpicos de Río de Janeiro 2016 en Brasil. El Comité Olímpico Nacional de Botsuana envió un total de doce atletas a los Juegos en Río de Janeiro, para competir en 3 deportes y 7 pruebas.

## Atletas
La siguiente tabla muestra el número de atletas en cada disciplina:
| Deporte   | Hombres | Mujeres | Total |
| --------- | ------- | ------- | ----- |
| Atletismo | 7       | 2       | 9     |
| Judo      | 1       | 0       | 1     |
| Natación  | 1       | 1       | 2     |
| Total     | 9       | 3       | 12    |